# Иисус Навин
Иису́с Нави́н (Иисус сын Нави́н, др.-евр. יְהוֹשֻׁעַ בִּן נוּן‬, Иехошу́а бин-Нун; в исламе Йуша бин Нун или Юша ибн Нун) — библейский персонаж, согласно Ветхому Завету (Танаху), предводитель еврейского народа в период завоевания Ханаана, преемник Моисея. Его деятельность подробно изложена в Книге Иисуса Навина.
Существование Иисуса Навина, а также достоверность его жизнеописания в Библии является предметом споров среди библеистов и историков.
В латинской (а затем в католической и протестантской) традиции имя Иисуса Навина передаётся иначе, чем имя Иисуса Христа — Iosue вместо Iesus, также равно как и в исламской традиции Юша вместо Иса, в то время как в греческой православной традиции оба зовутся Иисус (поэтому к имени первого обычно прибавляется Навин или сын Навин, в то время как для западной традиции это излишне).
В православной традиции Иисус Навин почитается как праведный, память совершается 1 сентября по юлианскому календарю и в неделю святых праотец.

## Жизнеописание

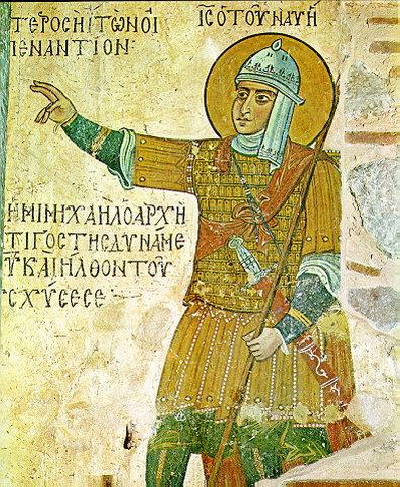
Иисус Навин (фреска X века, монастырь Осиос Лукас)

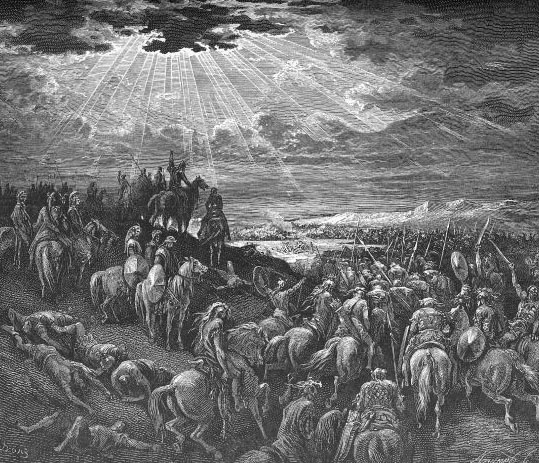
Иисус Навин останавливает солнце. Гравюра Гюстава Доре

Происходил из колена Ефремова, именуется Навин по имени отца — Навин, или Нон (Нун). Носил первоначально имя Осия (др.-евр. הושע‬ — Хошеа), но был переименован Моисеем в Иисуса (др.-евр. יהושע‬ — Иегошуа, со значением «помощь Иеговы», или «Спаситель»), когда был послан разведчиком с представителями других одиннадцати колен (Чис. 13:4—17).
Уже при самом вступлении в пустыню, по выходе из Египта, он руководил еврейским войском когда «Моисей сказал Иисусу: выбери нам мужей, и пойди, сразись с Амаликитянами» (Исх. 17:8—16), и затем в течение всего странствования был одним из главных помощников Моисея, пока, после смерти последнего, к нему не перешла вся власть над евреями.
Непосредственно после смерти Моисея к Иисусу явился Бог и сказал ему:

«…встань, перейди через Иордан сей, ты и весь народ сей, в землю, которую Я даю им, сынам Израилевым. Всякое место, на которое ступят стопы ног ваших, Я даю вам, как Я сказал Моисею: от пустыни и Ливана сего до реки великой, реки Евфрата, всю землю Хеттеев; и до великого моря к западу солнца будут пределы ваши. Никто не устоит пред тобою во все дни жизни твоей; и как Я был с Моисеем, так буду и с тобою: не отступлю от тебя и не оставлю тебя. Будь твёрд и мужествен; ибо ты народу сему передашь во владение землю, которую Я клялся отцам их дать им;» (Нав. 1:2—6)

Перед взятием Иерихона Иисусу Навину является «вождь воинства Господня» (Нав. 5:13—15) и даёт указания как взять город (Нав. 6:1—4). Получив этот знак поддержки Небесных сил, евреи под предводительством Иисуса атакуют Иерихон. В течение семи дней их войска маршируют вокруг городских стен, возглавляемые священниками, несущими ковчег завета. На седьмой день войско обошло город семь раз, сопровождаемое играющими на трубах священниками. В определённый момент Иисус приказывает всему народу одновременно крикнуть, и тотчас стены города падают сами собой.
После этого Иисус приказывает истребить население Иерихона полностью, включая женщин, стариков, детей и домашний скот. Пощадили только блудницу Раав и её родню за то, что Раав ранее укрыла еврейских разведчиков, проникших в город. Сам Иерихон был полностью сожжён (Нав. 6).
Далее, вступив в Землю обетованную, он в целом ряде сражений победил несколько ханаанских племён, несмотря на то, что они выступали против него иногда целыми коалициями. Город Гай Иисус захватил, а население его истребил полностью, как и в Иерихоне. Пять царей — иерусалимский, хевронский, иерамуфский, лахисский и еглонский — объединились против израильтян. Однако Иисусу удалось нанести им поражение. Бог принял участие в сражении на его стороне, бросая с неба камни в войско неприятеля:

«Когда же они бежали от Израильтян по скату горы Вефоронской, Господь бросал на них с небес большие камни до самого Азека, и они умирали; больше было тех, которые умерли от камней града, нежели тех, которых умертвили сыны Израилевы мечом». (Нав. 10:11)

Во время этого сражения Иисус Навин, согласно Библии, остановил на небе Солнце и Луну, чтобы противник не смог отступить, воспользовавшись вечерним и ночным мраком: «...стой, солнце, над Гаваоном, и луна, над долиною Аиалонскою! И остановилось солнце, и луна стояла, доколе народ мстил врагам своим» (Нав. 10:12-13). Этот рассказ в Книге Иисуса Навина ссылается на содержащую его и, по-видимому, более древнюю «Книгу Праведного».
Пять царей, потерпев поражение, спрятались в одной из пещер. Но они были обнаружены, и Навин приказал убить их и повесить на деревьях. Затем еврейское войско захватило города Макед, Ливна и Лахис. Все жители этих городов были поголовно истреблены. На помощь царю Лахиса пришёл царь Газерский, но израильтяне одержали верх и истребили его народ полностью. Та же судьба постигла всех жителей городов Еглон и Хеврон:

«И поразил Иисус всю землю нагорную и полуденную, и низменные места и землю, лежащую у гор, и всех царей их: никого не оставил, кто уцелел бы, и всё дышащее предал заклятию, как повелел Господь Бог Израилев; поразил их Иисус от Кадес-Варни до Газы, и всю землю Гошен даже до Гаваона;» (Нав. 10:40, 41)

После покорения и раздела земли он мирно скончался и погребён на горе Ефремовой (Нав. 19:49, 50, Нав. 24:29, 30). Незадолго до смерти призывал свой народ: «бойтесь Господа и служите Ему в чистоте и искренности; отвергните богов, которым служили отцы ваши за рекою и в Египте, а служите Господу» (Нав. 24:14).

## В христианстве
В Новом завете Иисус Навин упомянут дважды — в Деяниях 7:45 и в «Послании к Евреям» (4:8).
Христианское учение видит Иисуса Навина, как и Иисуса Христа, — исполнителем Божией воли о своем народе. Параллель усматривается также и в том, что Иисус Навин был преемником Моисея и данного ему закона, а Иисус Христос в Евангелиях неоднократно обращается к фигуре Моисея.
В работах древнехристианских авторов часто встречается сопоставление имен Иисус Навин — Иисус Христос.

## В исламе
В исламе Иисус Навин отождествляется с пророком Юшой ибн Нуном, который был послан к сынам Израиля после пророка Мусы (Моисея). Юша был сыном сестры Мусы и продолжателем его дела. Судил на основании законов Таурата (Торы). Юша родился в Египте, был учеником Мусы и его помощником. Вместе с Мусой и народом Израиля ушёл из Египта. Сопровождал Мусу, когда тот встретился с Хидром. Юша был в составе разведывательной группы, которая собирала сведения о амаликитянах. В отличие от своих спутников, Юша и Калиб ибн Юкна (Халев) не испугались амаликитян и выступили за начало войны с ними. Толкователи Корана считают, что под упомянутыми в аяте 5:23 «двумя благочестивыми людьми» имеются в виду Юша и Калиб: «Двое богобоязненных мужчин, которым Аллах оказал милость, сказали: „Входите к ним через ворота. Когда вы войдёте туда, вы непременно одержите победу. Уповайте только на Аллаха, если вы являетесь верующими“». Израильтяне отказались воевать и даже попытались убить Юшу и Калиба, забрасывая их камнями. В наказание Аллах запретил израильтянам в течение сорока лет вступать на территорию Ханаана.
Накануне своей смерти Муса назначил Юшу руководителем израильтян. Юша в течение 6 месяцев осаждал город Ериху (Иерихон). После показанных чудес, ему удалось захватить город. После захвата Ерихи израильтяне под руководством Юши двинулись на завоевание других городов Ханаана, и в течение семи лет покорили все города и селения этого региона. Среди чудес Юши упоминается то, что когда израильтяне, которые шли в направлении Ерихи, подошли к реке Иордан, воды реки раздвинулись и они сумели пересечь реку и подойти к городу. Во время осады одного из городов Юша стал молить Аллаха о помощи, и в это время произошло землетрясение, и стены этой крепости рухнули. Перед своей смертью он назначил вместо себя лидером израильтян Калиба ибн Юкну. Похоронен предположительно в Наблусе или Алеппо.

## Увековечивание в искусстве и науке
- На одном из знамён Ермака, хранящегося в Оружейной палате Московского Кремля, изображена сцена встречи Иисуса Навина с Архангелом Михаилом — момент, когда Иисус Навин снимал сапоги по требованию Михаила, который сказал: «Сними обувь свою, ибо место, на котором ты стоишь, святое». Вверху на знамени изображена надпись «ГРОЗНЫЙ ВОЕВОДА АРХИСТРАТИГА МИХАИЛА»[12].
- Явление на Меркурии, когда Солнце останавливается на небе и движется в противоположную сторону, получило название эффекта Иисуса Навина[13].
- Образ Иисуса Навина проходит в экранизациях в фильме «Десять заповедей» 1956 года, а также в фильме «Исход: Цари и боги» 2014 года, где его роль исполнил Аарон Пол.
- Марк Твен в повести «Янки из Коннектикута при дворе короля Артура», желая подчеркнуть феодальную раздробленность Британии (как в кельтскую, так и в англосаксонскую эпоху), воспользовался следующим сравнением: «„Королей“ и „королевств“ в Британии было столько же, сколько в Палестине при Иисусе Навине».
- В стихотворении Киплинга «Сапёры» («Королевские инженеры») Иисус Навин за способность остановить солнце удостаивается сравнения с капитаном инженерных войск Её Величества.